# Iazíkovka (Uliànovsk)
|  | Per a altres significats, vegeu «Iazíkovka». |

Iazíkovka (en rus: Языковка) és un poble de l'óblast d'Uliànovsk, a Rússia, que en el cens del 2010 tenia 5 habitants. Pertany al districte de Barix.